# Орест Мартинович
Орест Мартинович (нар. 1 травня 1951, Вінніпег, Манітоба, Канада) — український історик у Канаді.

## Життєпис
Народився 1 травня 1951 року в місті Вінніпег.
1978 року закінчив Манітобський університет зі ступенем магістра. У 1984—1985 роках був історичним консультантом Міністерства культури й багатокультурності Альберти. З 1985 по 2009 працював у Канадському інституті українських студій. З 2010 року працює в Центрі українських канадських студій при Манітобському університеті.

## Праці
У доробку Ореста Мартиновича — праці з історії української діаспори в Канаді, зокрема еміграції до Канади наприкінці XIX — початку XX століття, діяльність представників діаспори в першій половині XX століття.
- Orest T. Martynowych. Ukrainians in Canada. The Formative Period, 1891—1924. — Edmonton : Canadian Institute of Ukrainian Studies Press. University of Manitoba, 1991.
- Orest T. Martynowych. The Ukrainian bloc settlement in East Central Alberta, 1890-1931: A History. — Alberta Culture, 1985. — P. 319-322.
- Orest T. Martynowych. Sympathy for the Devil: The Attitude of Ukrainian War Veterans in Canada to Nazi Germany and the Jews, 1933—1939 // Re-Imagining Ukrainian Canadians: History, Politics and Identity. — Toronto, 2011.
- Orest T. Martynowych. The Showman and the Ukrainian Cause: Folk Dance, Film, and the Life of Vasile Avramenko. — Winnipeg, 2014.
- Oert T. Martynowych. Ukrainians in Canada: The Interwar Years. Book 1. — Edmonton; Toronto, 2016.